# 飛天車

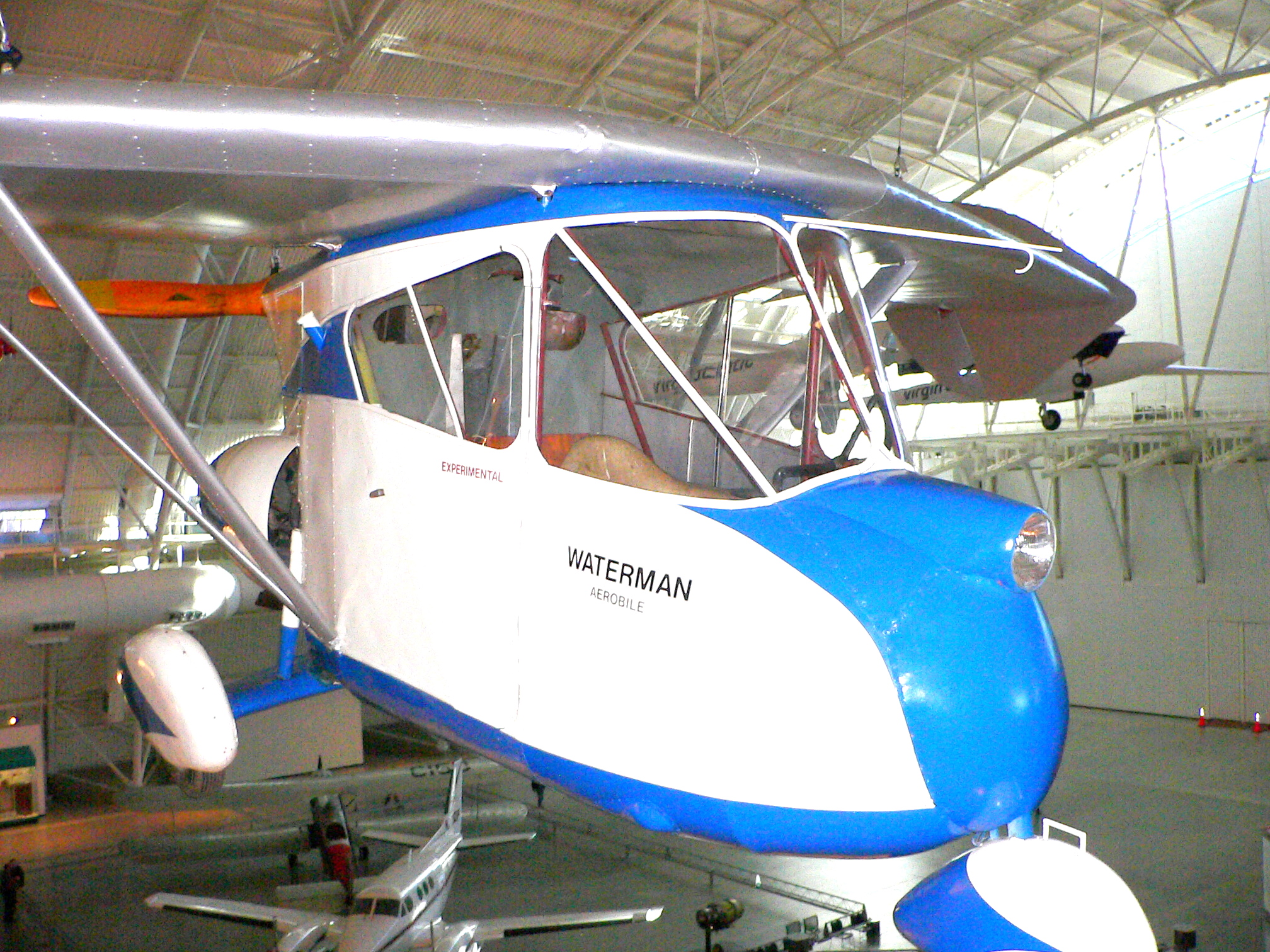
沃特曼設計的飛天車Aerobile

飞行汽车是飞行器与汽车融合、飞行与地面行驶自由切换的陆空两用载具。这种载具可以在公路拥堵时采取飞行的方式，避免因交通拥堵带来的不便。然而各類現實問題讓飛行車尚未在民間普及，只作為富豪私人飛機的一種而少量存在。
飛天車也廣泛作為科幻題材出現在文化作品中。

## 歷史
萊特兄弟的主要競爭對手、美國發明家格倫·柯蒂斯是第一個設計飛天車的人，但他的設計只能跳，不會飛。
1937年3月21日，由沃尔多·沃特曼发明的世界上第一架真正的飛天車Aerobile試飛成功，其飛行時時速180公里，地面行駛時時速90公里。
1947年，罗伯特·爱迪生·富尔顿發明的汽天車Airphibian首次飛行成功。三年後，成為第一個獲美国民用航空局（今聯邦航空管理局）認證的飛天車。
2003年，美國Moller International公司開始研發能以垂直起降的飛天車Moller Skycar M400。
2006年，美國Terrafugia公司開始研發的飛天車Transition飞车，2009年原型車試飛成功，已經獲得美國聯邦航空局核准為輕型運動飛機。
2009年1月，英國Parajet公司为試驗其研发的Parajet Skycar原型車，驾驶其从伦敦行驶至通布图。该飞行汽车以Paramotor推動和傘翼升空，飛行時最高時速130公里、最遠可飛行290公里，其地面行駛時最高時速180公里，最遠可行駛401公里。
2022年3月，据日本经济新闻报道，飞行汽车有望作为2025年大阪关西世博会上的实际交通工具使用。

## 研发公司
曾有以下公司試圖研發相關產品
- Avrocar
- PAL-V